# Copa d'Europa de corfbol 2009-10
La Copa d'Europa de corfbol 2010 és l'edició de la temporada 2009-10 de la màxima competició europea de clubs de corfbol.

## Primera fase
La primera fase es va disputar el cap de setmana del 3 i 4 d'octubre en dues seus, a Kocaeli (Turquia) i a Třeboň (República Txeca). Per la segona fase -amb vuit equips- ja tenien plaça el campió dels Països Baixos (DOS'46), el de Bèlgica (Boeckenberg KC) i el de Portugal (CC Oeiras). Es van atorgar places per la segona fase als dos primers classificats del grup A i als tres primers del grup B (on inicialment hi havia d'haver un equip més que a l'A). Aquest repartiment de places es va mantenir tot i que finalment al grup B hi van acabar participant menys equips que al grup A.
| GRUP A          | Pts | J | G | P | PF | PC | DP  |
| --------------- | --- | - | - | - | -- | -- | --- |
| KV Adler Rauxel | 11  | 4 | 4 | 0 | 50 | 30 | +20 |
| Trojans KC      | 9   | 4 | 3 | 1 | 58 | 31 | +27 |
| CK Vacarisses   | 7   | 4 | 2 | 2 | 47 | 43 | +4  |
| Kocaeli U.      | 3   | 4 | 1 | 3 | 33 | 46 | -13 |
| St Andrews U.   | 0   | 4 | 0 | 4 | 22 | 60 | -38 |

| GRUP B           | Pts | J | G | P | PF | PC | DP  |
| ---------------- | --- | - | - | - | -- | -- | --- |
| Orel OSTU        | 9   | 3 | 3 | 0 | 79 | 40 | +39 |
| Szentendre KK    | 6   | 3 | 2 | 1 | 62 | 42 | +20 |
| Ceské Budejovice | 3   | 3 | 1 | 2 | 49 | 46 | +3  |
| COK Granges      | 0   | 3 | 0 | 3 | 19 | 81 | -62 |
| M. Warszawa      | -   | - | - | - | -  | -  | -   |

| 3/10/09 | Kocaeli U.      | 13-4   | St Andrews U.   |
| 3/10/09 | CK Vacarisses   | 13-14* | KV Adler Rauxel |
| 3/10/09 | Trojans KC      | 22-7   | St Andrews U.   |
| 3/10/09 | Kocaeli U.      | 6-16   | KV Adler Rauxel |
| 3/10/09 | Trojans KC      | 13-9   | CK Vacarisses   |
| 4/10/09 | Kocaeli U.      | 8-11   | CK Vacarisses   |
| 4/10/09 | Trojans KC      | 8-9    | KV Adler Rauxel |
| 4/10/09 | CK Vacarisses   | 14-8   | St Andrews U.   |
| 4/10/09 | Kocaeli U.      | 6-15   | Trojans KC      |
| 4/10/09 | KV Adler Rauxel | 11-3   | St Andrews U.   |

| * Gol d'or |

| 3/10/09 | Szentendre KK    | 24-7  | COK Granges   |
| 3/10/09 | M. Warszawa      | -     | Szentendre KK |
| 3/10/09 | Ceské Budejovice | 15-21 | Orel OSTU     |
| 3/10/09 | Orel OSTU        | 36-6  | COK Granges   |
| 3/10/09 | Ceské Budejovice | 13-19 | Szentendre KK |
| 3/10/09 | Orel OSTU        | -     | M. Warszawa   |
| 4/10/09 | Ceské Budejovice | -     | M. Warszawa   |
| 4/10/09 | Ceské Budejovice | 21-6  | COK Granges   |
| 4/10/09 | Orel OSTU        | 22-19 | Szentendre KK |
| 4/10/09 | COK Granges      | -     | M. Warszawa   |

## Fase final
La fase final es va jugar entre el 20 i el 23 de gener de 2010 a Herentals (Bèlgica)
| GRUP A          | Pts | J | G | P | PF | PC | DP  |
| --------------- | --- | - | - | - | -- | -- | --- |
| DOS'46          | 9   | 3 | 3 | 0 | 50 | 30 | +20 |
| KV Adler Rauxel | 6   | 3 | 2 | 1 | 50 | 30 | +20 |
| CC Oeiras       | 3   | 3 | 1 | 2 | 47 | 43 | +4  |
| Szentendre KK   | 0   | 3 | 0 | 3 | 33 | 46 | -13 |

| GRUP B           | Pts | J | G | P | PF | PC | DP  |
| ---------------- | --- | - | - | - | -- | -- | --- |
| Boeckenberg KC   | 9   | 3 | 3 | 0 | 79 | 40 | +39 |
| Orel OSTU        | 6   | 3 | 2 | 1 | 79 | 40 | +39 |
| Ceské Budejovice | 3   | 3 | 1 | 2 | 49 | 46 | +3  |
| Trojans KC       | 0   | 3 | 0 | 3 | 62 | 42 | +20 |

| 20/1/10 | KV Adler Rauxel | 21-13 | Szentendre KK   |
| 20/1/10 | DOS'46          | 45-15 | CC Oeiras       |
| 21/1/10 | CC Oeiras       | 19-17 | Szentendre KK   |
| 21/1/10 | DOS'46          | 30-4  | KV Adler Rauxel |
| 22/1/10 | KV Adler Rauxel | 19-13 | CC Oeiras       |
| 22/1/10 | DOS'46          | 42-8  | Szentendre KK   |

| 20/1/10 | Ceské Budejovice | 17-19 | Orel OSTU        |
| 20/1/10 | Boeckenberg KC   | 31-12 | Trojans KC       |
| 21/1/10 | Trojans KC       | 18-23 | Orel OSTU        |
| 21/1/10 | Boeckenberg KC   | 6-16  | Ceské Budejovice |
| 22/1/10 | Ceské Budejovice | 19-12 | Trojans KC       |
| 22/1/10 | Boeckenberg KC   | 40-13 | Orel OSTU        |

7è-8è llocs
| 23/01/10 | Trojans KC | 20-15 | Szentendre KK |

5è-6è llocs
| 23/01/10 | Ceské Budejovice | 14-5 | CC Oeiras |

3r-4t llocs
| 23/01/10 | Orel OSTU | 12-13 | KV Adler Rauxel |

FINAL
| 23/01/10 | Boeckenberg KC | 20-27 | DOS'46 |